# Eresia

Trionfo dell'eucaristia sulle eresie sacrificali pagane, di Paul Rubens (1626)

L'eresia è una dottrina considerata come deviante dall'ortodossia religiosa alla cui tradizione si collega, come storicamente quella cattolica.
Il termine viene utilizzato anche fuori dall'ambito religioso, in senso figurato, per indicare un'opinione o una dottrina filosofica, politica, scientifica o persino artistica in disaccordo con quelle generalmente accettate come autorevoli.

## Etimologia, origine e sviluppi del termine

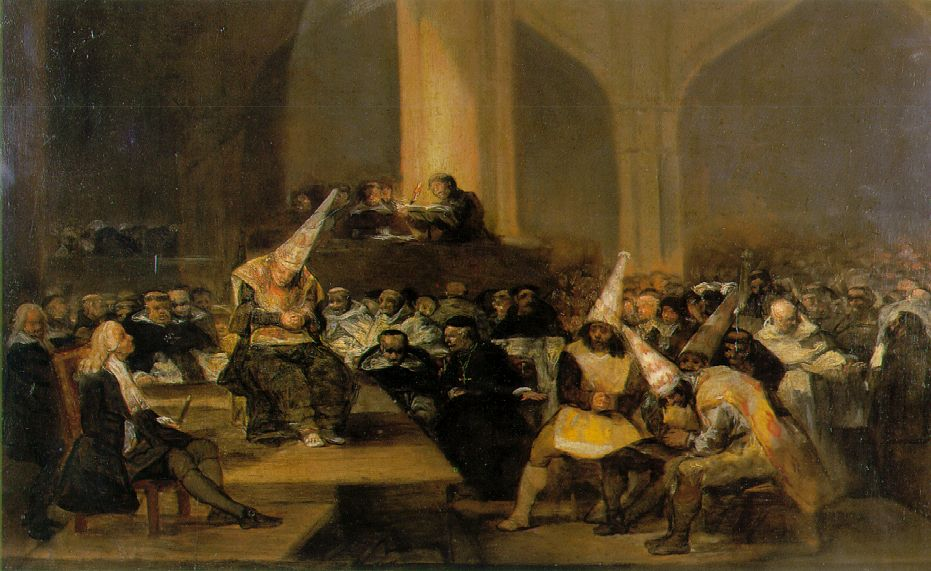
Goya: Il tribunale dell'Inquisizione

"Eresia" deriva dal greco αἵρεσις, haìresis derivato a sua volta dal verbo αἱρέω (hairèō, "afferrare", "prendere" ma anche "scegliere" o "eleggere"). In tale ambito indicava anche delle scuole come quella dei Pitagorici o quella degli Stoici.
In ambito cristiano, il termine "eresia", assente nei vangeli canonici, compare negli Atti degli apostoli (5:17, in origine dunque eretico, era colui che sceglieva, colui che era in grado di valutare più opzioni prima di, cfr. Atti, 24:5, 24:14, 26:5, 28:22) per indicare varie scuole (o sette) come quelle dei Sadducei, Cristiani e Farisei. Sia in greco antico sia in ebraico ellenizzato questo termine non possedeva, originariamente, alcuna caratteristica denigratoria.
Con le Lettere del Nuovo Testamento tale neutralità del termine viene meno: in 1 Corinzi 11:19, Galati 5:20, 2 Pietro 2:1, haìresis inizia ad assumere dei connotati dispregiativi e ad indicare la "separazione", la "divisione" e la rispettiva condanna. Secondo Heinrich Schlier lo sviluppo in negativo di hairesis procede con l'analogo sviluppo del termine ekklesia: haìresis ed ekklesia divengono due opposti.
Secondo Alain Le Boulluec, fu Giustino (100-162) il primo apologeta ad utilizzare sistematicamente il termine "eresia" per combattere le correnti cristiane considerate devianti.
In ambito ebraico si evidenzia un processo analogo: sempre nel I secolo d.C. (in corrispondenza con l'emergere dell'ebraismo rabbinico ortodosso) il termine ebraico min (מִין, pl. מִינִים, minim; corrispettivo del greco haìresis) assume dei connotati dispregiativi e viene utilizzato per indicare sia i cristiani che gli gnostici.
Il termine da un significato neutro assume in un secondo momento un valore negativo e passa ad indicare una dottrina o un'affermazione contraria ai dogmi e ai princìpi di una determinata religione, sovente oggetto di "condanna" o scomunica da parte dei rappresentanti della stessa. Nel caso della Chiesa cattolica, ad esempio, sono previsti appositi sinodi per stabilire quali siano le deviazioni dall'ortodossia e la Congregazione per la Dottrina della Fede (erede della Congregazione della sacra romana e universale Inquisizione) per individuare coloro che vengono considerati "colpevoli di eresia" (ovvero gli eretici).
Fuori dall'ambito religioso il termine viene utilizzato in senso figurato per indicare un'opinione o una dottrina filosofica, politica, scientifica o persino artistica in disaccordo con quelle generalmente accettate come autorevoli.
Eretico è dunque chi proclama con forza una propria scelta definitiva: "eresia" può pertanto equivalere ad una scelta sia di credo sia di appartenenza tra fazioni religiose contrapposte. Un'altra possibile interpretazione, legata al significato di "scelta", richiama il fatto che l'eretico è colui che "sceglie", cioè accetta, solo una parte della dottrina "ortodossa", rimanendo in disaccordo su altre parti.
Nel registro informale, il termine viene però usato per indicare un'opinione gravemente errata o comunque discordante dalla tesi più accreditata riguardo ad un certo argomento.
In origine il termine, utilizzato da scrittori ellenistici, indicava una fazione o una setta religiosa, senza connotazioni negative. Già nel Nuovo Testamento il termine assume un significato negativo e in questo senso venne utilizzato da padri della Chiesa e scrittori ecclesiastici. Ad esempio il termine venne ampiamente impiegato da Ireneo nel suo trattato Adversus Haereses (Contro le eresie) per contrastare i suoi oppositori nella Chiesa. Egli descrisse le sue posizioni come ortodosse (dal greco ortho- "retta" e doxa "opinione") in contrapposizione con quelle "eretiche" dei suoi avversari.
Ovviamente, nell'accezione negativa, il termine eresia può essere visto come reciproco: pochi sarebbero disposti a definire le proprie credenze come eretiche, ma piuttosto a presentarle come l'interpretazione corretta di una determinata dottrina, e quindi come la visione ortodossa giudicata eretica da altri. Ciò che costituisce eresia è un giudizio dato in funzione dei propri valori; si tratta dell'espressione di un punto di vista relativo ad una consolidata struttura di credenze. Per esempio, i cattolici vedevano nel protestantesimo un'eresia mentre i non cattolici consideravano il cattolicesimo stesso come la grande apostasia.
Nell'ambito del cristianesimo si tende a fare una distinzione fra eresia e scisma: quest'ultimo comporta un distacco dalla chiesa ortodossa, considerata conforme alle regole date, senza "perversioni nel dogma" (secondo la definizione di San Girolamo), anche se, secondo alcuni teologi cattolici, lo scisma inveterato finisce per assumere anche caratteristiche dottrinali.

## Cattolicesimo
(Karl Rahner, Che cos'è l'eresia?, Brescia, Paideia, 2000, p 29)

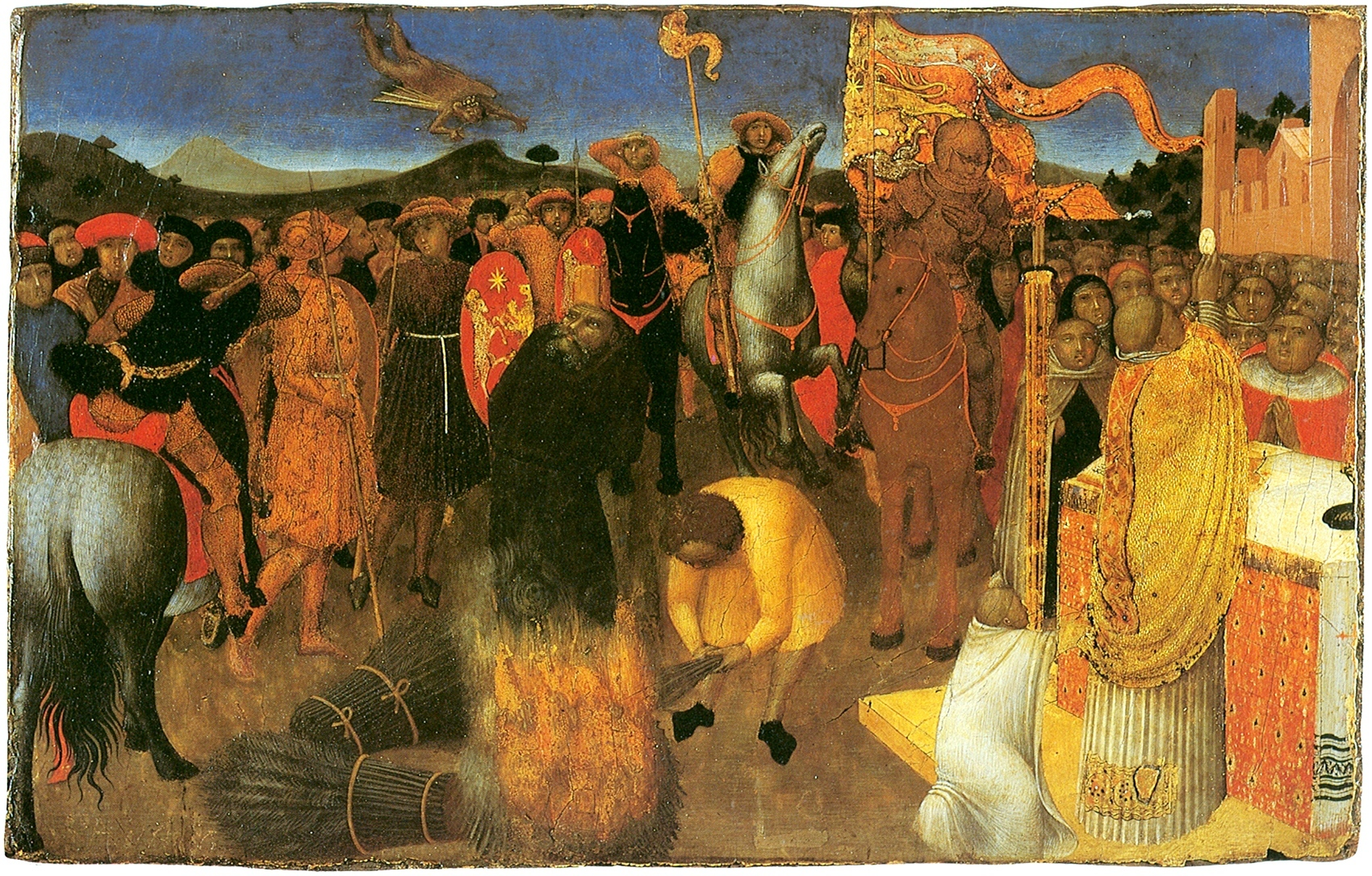
Sassetta, Rogo di un eretico

Varie opere dell'apologeta e scrittore cristiano Tertulliano sono dirette contro gli eretici e le rispettive eresie: Marcione, Valentino, Prassea.
Il Padre della Chiesa Agostino d'Ippona rivolse la sua polemica principalmente contro i manichei, i donatisti e i pelagiani.
In un decreto successivo alla vittoria su Licinio e al Concilio di Nicea I, Costantino condannò le dottrine degli eretici (Novaziani, Valentiniani, Marcioniti, Paulianisti e Catafrigi).
Blaise Pascal in Pensieri si sofferma più volte sul tema delle eresie. Nel frammento 862 scrive:
Gilbert Keith Chesterton così definisce l'eresia e l'eretico:
(Gilbert Keith Chesterton, L'Uomo Comune - La Nonna del Drago ed altre serissime storie)
(Gilbert Keith Chesterton, Perché sono cattolico - Tommaso Moro)
(Gilbert Keith Chesterton, America, 9 novembre 1935)
Un esempio di verità che trascura le altre verità ci è dato dalle tentazioni di Gesù descritte nei vangeli sinottici. Vincenzo di Lerino, nel suo Commonitorium, scrive che gli eretici usano le Scritture allo stesso modo di Satana, quando per tentare Gesù:
Ai suoi angeli darà ordini a tuo riguardo affinché essi ti custodiscano;
e anche:
Essi ti porteranno sulle loro mani perché il tuo piede non inciampi in una pietra.
Gesù gli rispose: "È stato detto: Non metterai alla prova il Signore Dio tuo"»

### Il Medioevo
I moti di contestazione nei confronti della Chiesa, divampati nella prima metà del XII secolo, come quello dei patarini e quello degli arnaldisti, avevano dato l'indicazione della necessità di una riforma religiosa. Il movimento dei catari, che affiorò contemporaneamente in diversi punti d'Europa, ambiva alla creazione di una nuova Chiesa. Contro di loro papa Innocenzo III bandì nel 1208 una crociata di sterminio. Nel 1244, la caduta dell'ultima roccaforte di Montségur, nel sud della Francia, con il conseguente rogo di circa duecento catari, determinò la fine del catarismo.
Nel XIII secolo Tommaso d'Aquino nella Somma Teologica definirà l'eresia «una forma d'infedeltà» che corrompe la dottrina e porta turbamento nelle anime dei fedeli. Secondo Tommaso inoltre, e poi di conseguenza nell'ambito del cattolicesimo, si pongono alcune distinzioni fra i diversi gradi dell'eresia. Quando si tratta dell'opposizione diretta e immediata ad un dogma esplicitamente proposto dalla Chiesa si parla di dottrina eretica, mentre quando ci si oppone a una conclusione teologica o ad altri elementi derivati di una verità rivelata o ad una dottrina definibile, ma non ancora definita, si parla di proposizioni erronee, o che sanno di eresia, o prossime all'eresia.

### Catari
- Anne Brenon, I Catari, storia e destino dei veri credenti (Le vrai visage du Catharisme), Firenze, Convivio, 1990.
- (FR) Jean Duvernoy, Le Catharisme. La religion, Toulose, Éditions Privat, 1990.
- (FR) Jean Duvernoy, Le Catharisme. L'histoire, Toulose, Éditions Privat, 1990.
- Francesco Zamboni (a cura di), La cena segreta: trattati e rituali catari, Milano, Adelphi, 1997.

### Valdesi
- Carlo Papini, Valdo di Lione e i poveri nello spirito. il primo secolo del movimento valdese 1170/1270, Torino, Claudiana, 2002.
- Giorgio Tourn, I Valdesi, la singolare vicenda di un popolo chiesa, Torino, Claudiana, 1993.

### Apostolici
- Umberto Cocconi, La lebbra dell'anima. Gherardino Segalello e il movimento degli Apostolici a Parma, Parma, Edizioni MUP, 2018.

### Dolciniani
- Raniero Orioli (a cura di), Fra Dolcino: nascita, vita e morte di un'eresia medievale, Milano, Jaca Book, 2004.